# کوه سوره
کوه سوره
این کوه در دهستان پشتکوه شهرستان فریدون‌شهر و در ۳۱ کیلومتری باختر جنوبی فریدون‌شهر در شمال باختری روستای کلوسه با ارتفاع ۳۵۵۰ متر، سرچشمه آب سه پستان و آب کلوسه می‌باشد.